# Nawęglanie
Nawęglanie – zabieg cieplny polegający na dyfuzyjnym nasyceniu węglem warstwy powierzchniowej obrabianego materiału. Nawęglaniu poddaje się stale niskowęglowe (do 0,25% zawartości węgla), by zmodyfikować własności warstwy wierzchniej materiału w dalszych fazach obróbki np. zwiększyć jej twardość, a co za tym idzie odporność na zużycie ścierne, przy równoczesnym pozostawieniu miękkiego, elastycznego rdzenia stali niskowęglowej. Zawartość węgla w strefie nawęglania wzrasta do 1–1,3%, a głębokość nawęglania wynosi najczęściej 0,5 do 2 mm.
W procesie nawęglania można wyodrębnić dwa etapy:
1. absorpcja, tj. pochłanianie węgla w postaci atomowej przez powierzchnię metalu
2. przenikanie węgla w głąb materiału

W warstwie nawęglanej można wyróżnić 3 strefy:
- strefa nadeutektoidalna zawierająca perlit oraz węgliki żelaza, które w czasie nawęglania przechodzą w siatkę cementytu na granicy ziaren
- strefa eutektoidalna zawierająca tylko perlit; grubość tej warstwy zależy od szybkości dyfuzji (im większa szybkość dyfuzji, tym większa grubość tej strefy)
- strefa podeutektoidalna zawierająca perlit i ferryt

## Metody nawęglania
- Nawęglanie w proszkach: Przedmiot umieszczany jest w specjalnej skrzynce wypełnionej sproszkowanym węglem drzewnym, najczęściej dębowym, bukowym lub brzozowym, wymieszanym ze środkami przyśpieszającymi nawęglanie takimi jak węglan baru, węglan sodu itp. Nawęglanie proszkowe prowadzi się w temperaturze około 900–950 °C. Przedmiot nawęglony często hartuje się powierzchniowo.
- Nawęglanie gazowe: Przedmiot umieszcza się w atmosferze gazowej, najczęściej gazu ziemnego lub innego gazu powstałego przy rozkładzie produktów naftowych. Nawęglanie gazowe prowadzi się w temperaturach 850–950 °C przy stałej cyrkulacji gazu w specjalnych piecach muflowych. Nawęglanie gazowe jest bardziej skomplikowane od proszkowego oraz wymaga specjalnych instalacji, lecz jest dokładniejsze i znacznie szybsze.
- Nawęglanie w ośrodkach ciekłych: Proces przeprowadza się w temperaturze około 850 °C. Nawęglaczem jest mieszanka soli z dodatkiem karborundu SiC.
- Nawęglanie w złożach fluidalnych: Przedmiot zanurza się w złożu fluidalnym (tworzonym przez cząstki tlenku glinu lub piasku unoszone przez gorący gaz nasycający przepływający od dołu przez złoże).
- Nawęglanie próżniowe: Nawęglanie w obniżonym ciśnieniu w atmosferze metanu lub innych gazów. Zaletami tej metody są dobra adsorpcja i niskie zużycie gazu.
- Nawęglanie jonizacyjne: Metoda polega na nagrzewaniu w piecu próżniowym w atmosferze węglowodorowej. Po przyłożeniu napięcia następuje wytworzenie plazmy, a w konsekwencji wytworzenie jonów węgla, które bombardują powierzchnię metalu.

Obecnie po procesie nawęglania stosuje się dalszą obróbkę cieplną (hartowanie do temperatury właściwej dla rdzenia, hartowanie do temperatury właściwej dla powierzchni i niskie odpuszczanie), a jej zaniechanie jest traktowane jako błąd technologiczny. Procesy podobne do nawęglania to azotowanie oraz procesy łączone, np. węgloazotowanie (cyjanowanie).